# USCGC Bertholf
L'USCGC Bertholf (WMSL-750) est le premier navire de la classe Legend à être mise en service dans l'United States Coast Guard. Le bâtiment est nommé en l'honneur du commodore Ellsworth P. Bertholf, le quatrième commandant de l'US Coast Guard et récipiendaire de la Médaille d'or du Congrès.
La construction du Bertholf a commencé en 2005 dans les chantiers navals Ingalls de Pascagoula et le navire a été lancé le 29 septembre 2006 avant d'être baptisé le 11 novembre 2006. Il est finalement mis en service le 4 août 2008. La devise du bâtiment est « la légende commence ici ».

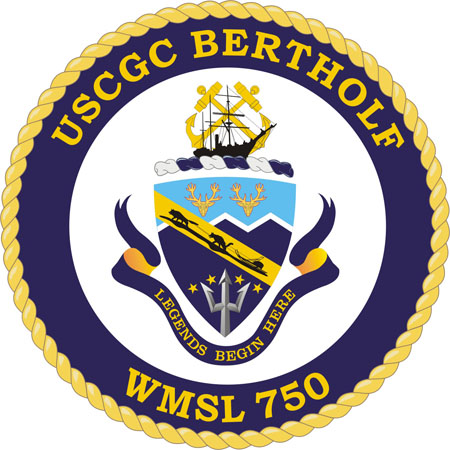
Insigne de l'USCGC Bertholf.
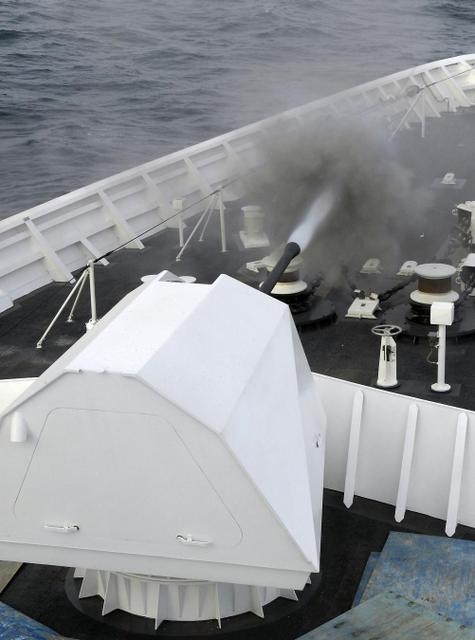
Le canon Bofors de 57 mm du Bertholf en phase de test.
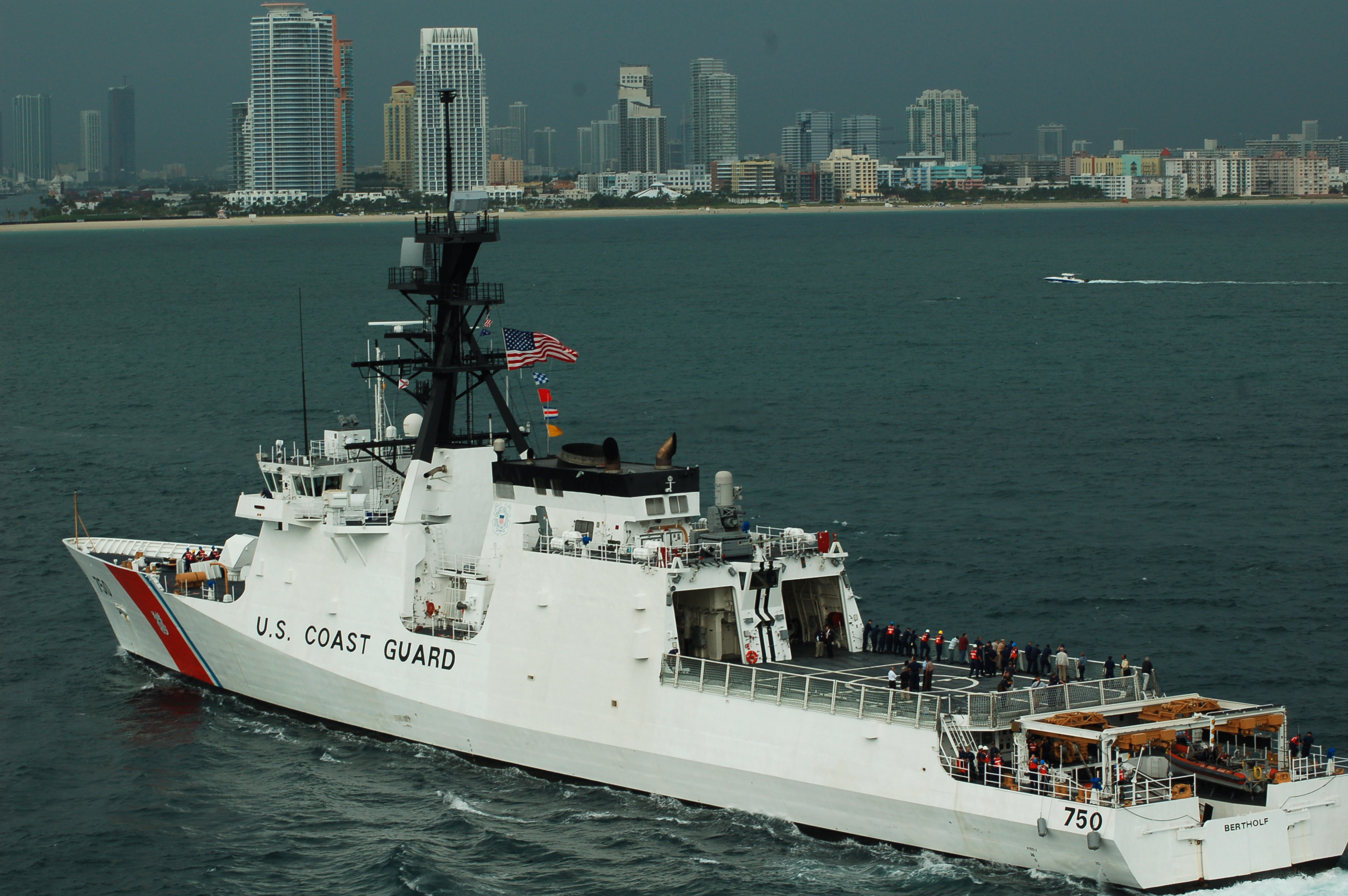
Vue sur l'héliport et les deux hangars du Bertholf arrivant à Miami.